# Любава
Любава (пол. Lubawa), Лёбау (нем. Löbau) — город в Польше, входит в Варминьско-Мазурское воеводство, Илавский повят. Имеет статус городской гмины. Занимает площадь 16,84 км². Население — 10269 человек (на 2018 год).

## Демография
Население города на 31 декабря 2017 года.
| Перепись | Всего | Мужчины | Женщины |
| -------- | ----- | ------- | ------- |
| Всего    | 10269 | 5005    | 5264    |

## Любавская земля
Любава — одна из исторических земель Пруссии, завоеванная крестоносцами в 13 веке. Тесно связана исторически как с Кульмской землей, так и с прусскими землями.
Любавская земля располагалась на левом берегу реки Дрвенца. Западная граница шла по Дрвенце от устья Брыницы до устья Гизелы, затем по Гизеле до поселка Зайёнчки, оттуда до Омуле и затем до Руменицы и озера Румян. От него граница идет к реке Вель и по ней до озёр Зарыбинек, Тарчинское, Гронды. Затем до реки Вкра и по ней до села Зелюнь, откуда сворачивает к озеру Брыницкому и по Брынице до Дрвенцы.

## История
Первое упоминание о существовании замка в Любаве встречается в документе, подписанном Папой Иннокентием III 18 января 1216 года, подтверждающем епископу прусскому Христиану дар Любавской земли от новообращенного прусского владетеля Surwabuno. С 1257 года Любава с окрестностями стала собственностью епископов Кульма и значимым административным центром комплекса епископских владений. Епископы построили в Любаве великолепный замок — епископскую резиденцию до 1781 года. В 1260 году поселение было уже значительным городским и оборонительным центром. В 1269 году Любава была разрушена во время вторжения судавов. Усилиями жителей и епископов город был довольно быстро восстановлен. Епископ Кульмский Герман (1303—1311) выдал городу Любаве уставную грамоту. Этот документ не сохранился до наших времен. Обновленную уставную грамоту Любаве даровал епископ Отто от 13 апреля 1326 года. Любава стала городом на кульмском праве, с местным самоуправлением в виде городского совета. В 1440 году город присоединился к Прусскому союзу против Тевтонского ордена.
Согласно Торуньскому миру 1466 года Любава с окрестностями принадлежала Польше до первого раздела в 1772 году. В это время произошел быстрый расцвет города. Особенно были развиты торговля и ремесла. Пожар 1724 года уничтожил большую часть города. 50 лет спустя в городе было всего 624 жителя и более 100 домов продолжали лежать в руинах.
С 1772 года Любава перешла в подданство Пруссии. В 1774 году здесь был расквартирован прусский гарнизон. Прусское королевство проводило в Любаве политику немецкой колонизации. Прибывавшие поселенцы в основном придерживались лютеранского вероисповедания.

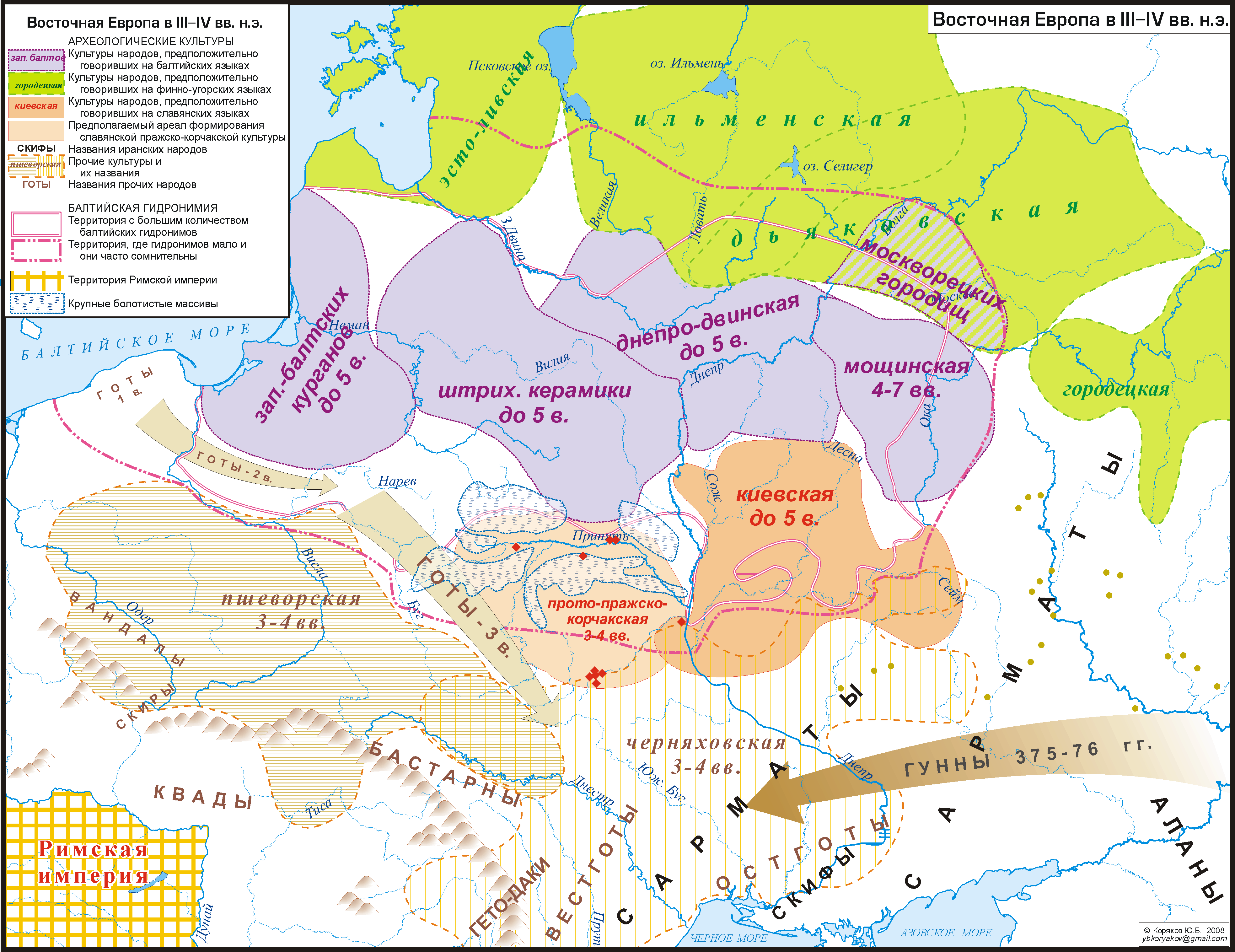
Территория распространения древнебалтийских гидронимов
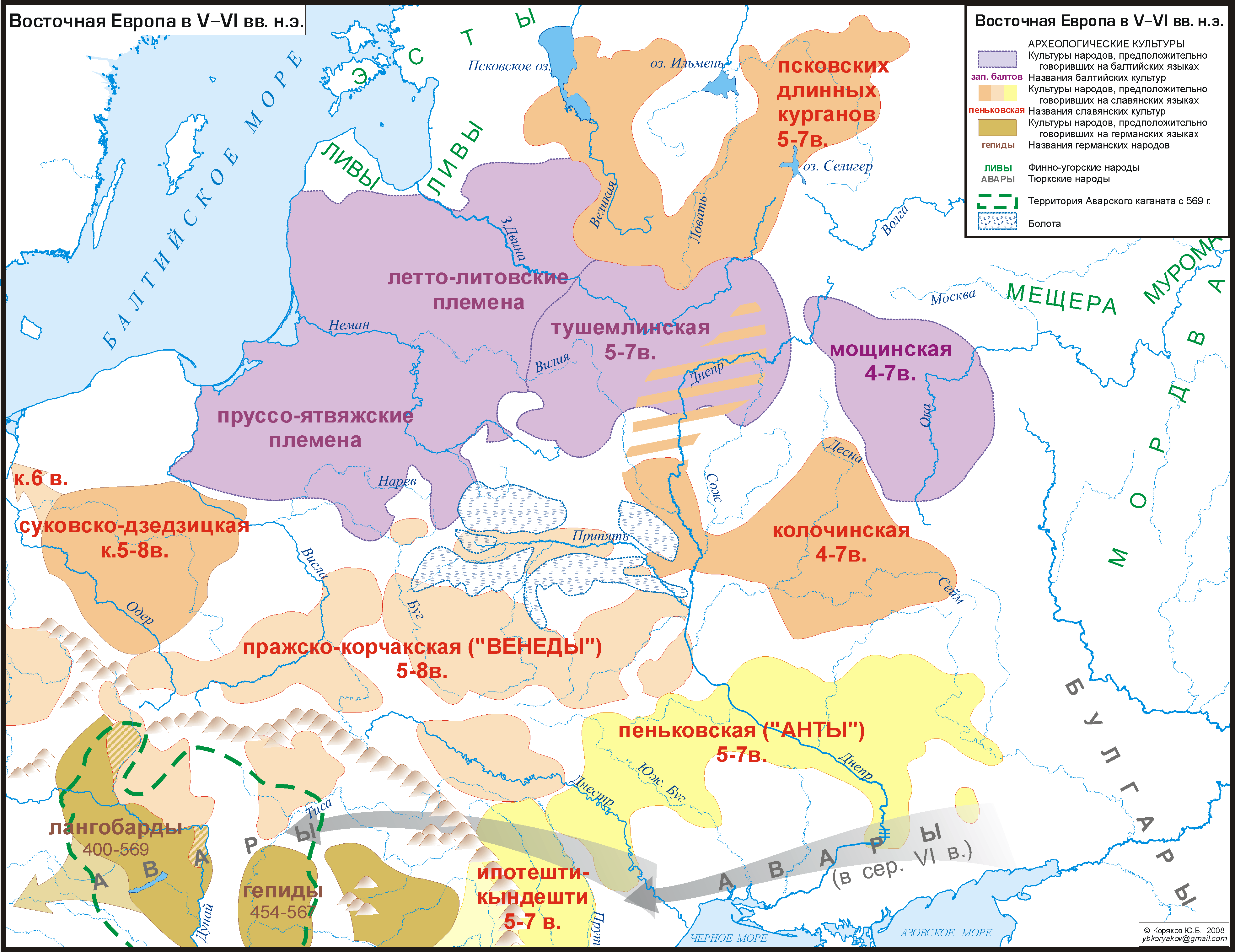
Карта балтийских и славянских археологических культур V—VI вв.
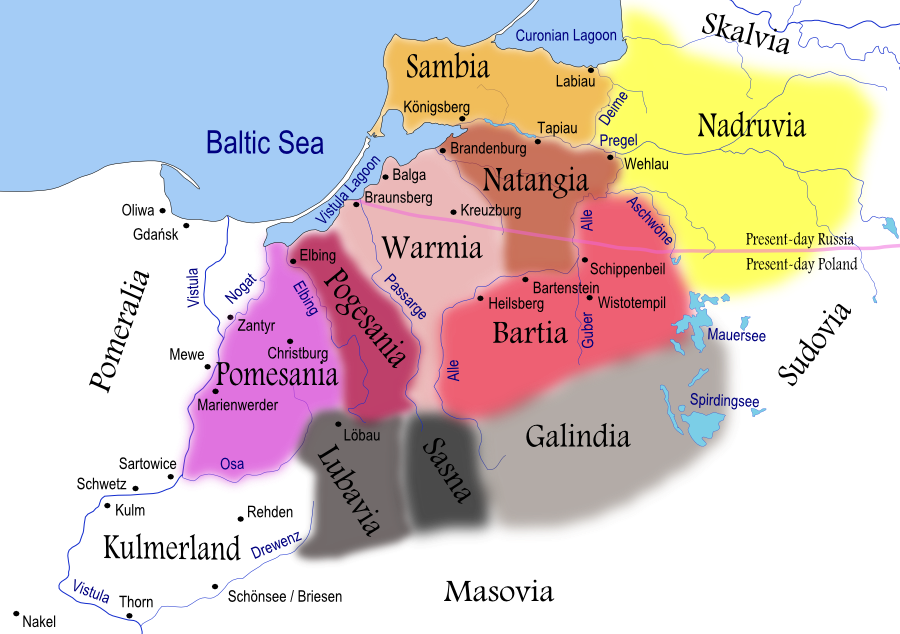
Прусские племена в 13 веке.
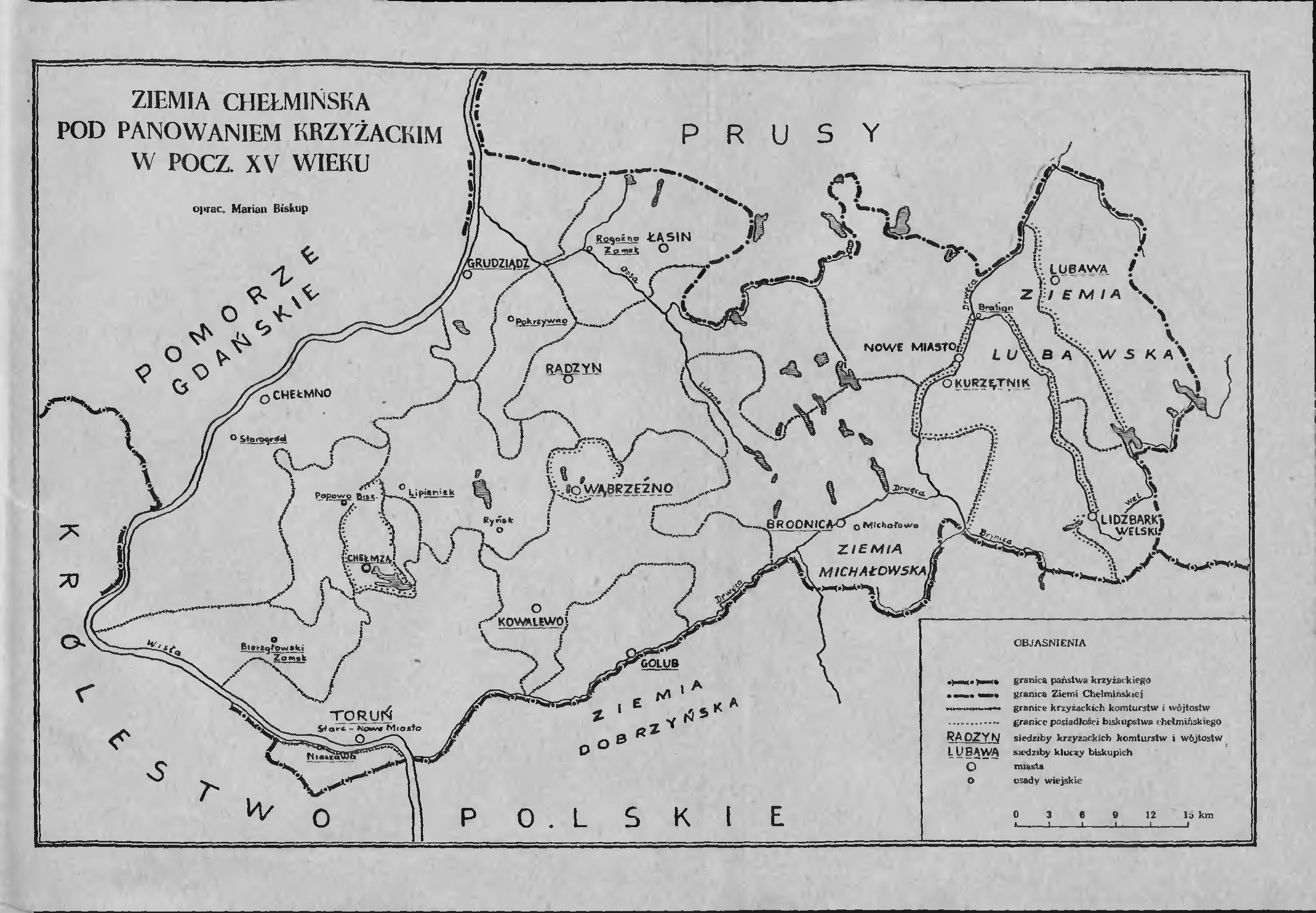
Хелминская земля и Любава в 15 в.

## Памятники истории
- Старый город XIII века
- Костёл св. Анны 1330 г. — XIX в.
- Костёл св. Барбары, деревянный 1673 г.
- Комплекс монастыря бернардинцев XIV, XVII—XVIII вв., включающий Костёл св. Иоанна Крестителя и св. Михаила, и монастырь
- Руины замка епископов Кульмских XIV в.
- Остатки оборонительных стен после 1300 г., XIV—XVI вв. по улицам Под Стенами, Поморской, Банковской
- Комплекс городской больницы св. Георгия второй половины XIX века в составе госпиталя, часовни, монастыря сестер милосердия и ограды.
- Дома XVIII — 1-й половины XIX века по улице Поморской № 7, 9, 11, 21, 25
- Дом начала XIX века по ул. Замковой, 4
- Дом первой половины XIX века по ул. Банковой, 1/1а
- Дома XVIII—XIX века по улице Килинского № 4, 6
- Дом второй половины XIX века по ул. Ягеллонской, 9
- Дом XVIII века по улице Костёльной № 20
- Дом начала XX века по ул. Купнера, 17
- Дома, бывшие башни XIV—XVI вв. по улице Под Стенами, № 28,30[3]

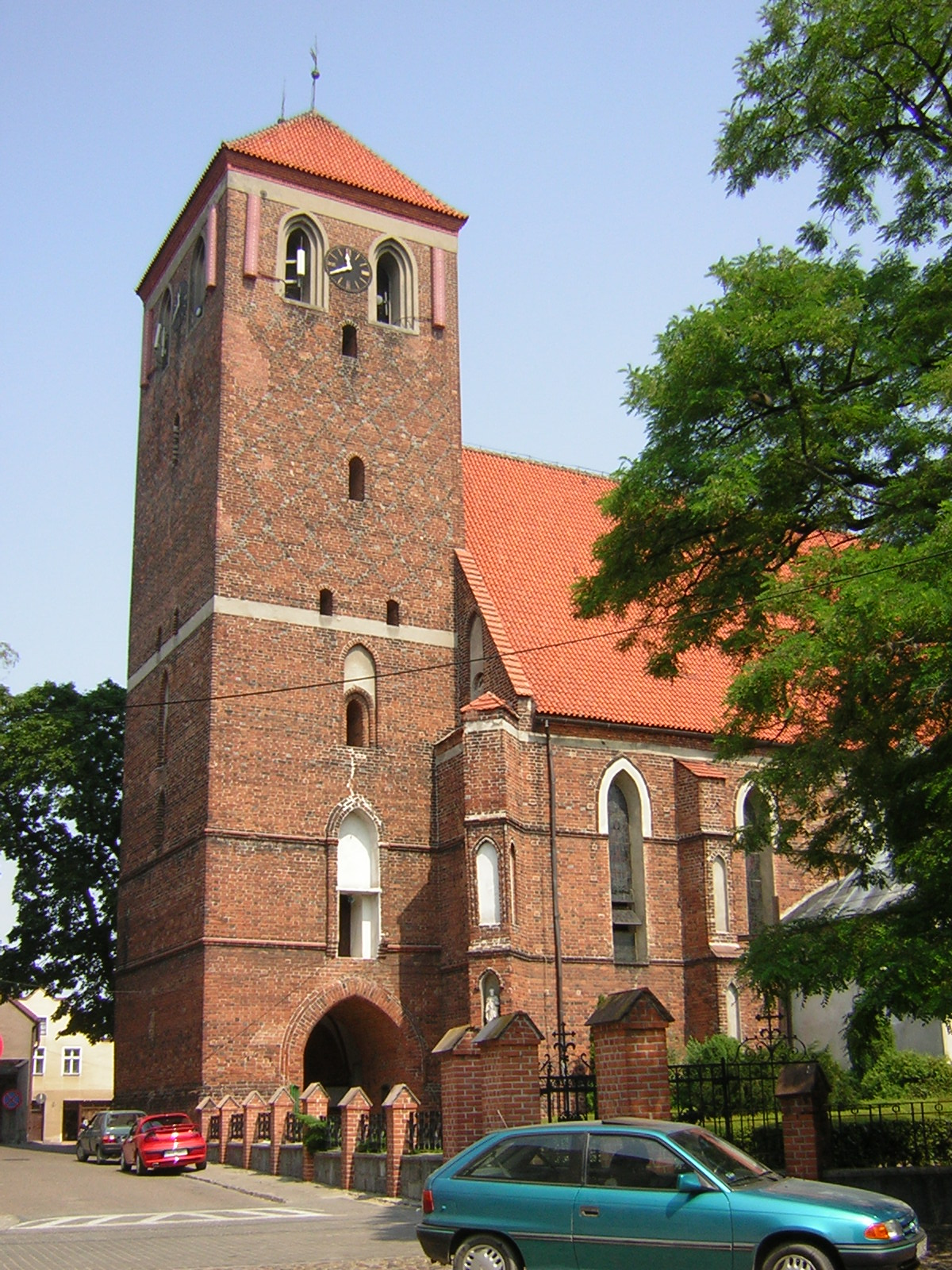
Костёл св.Анны
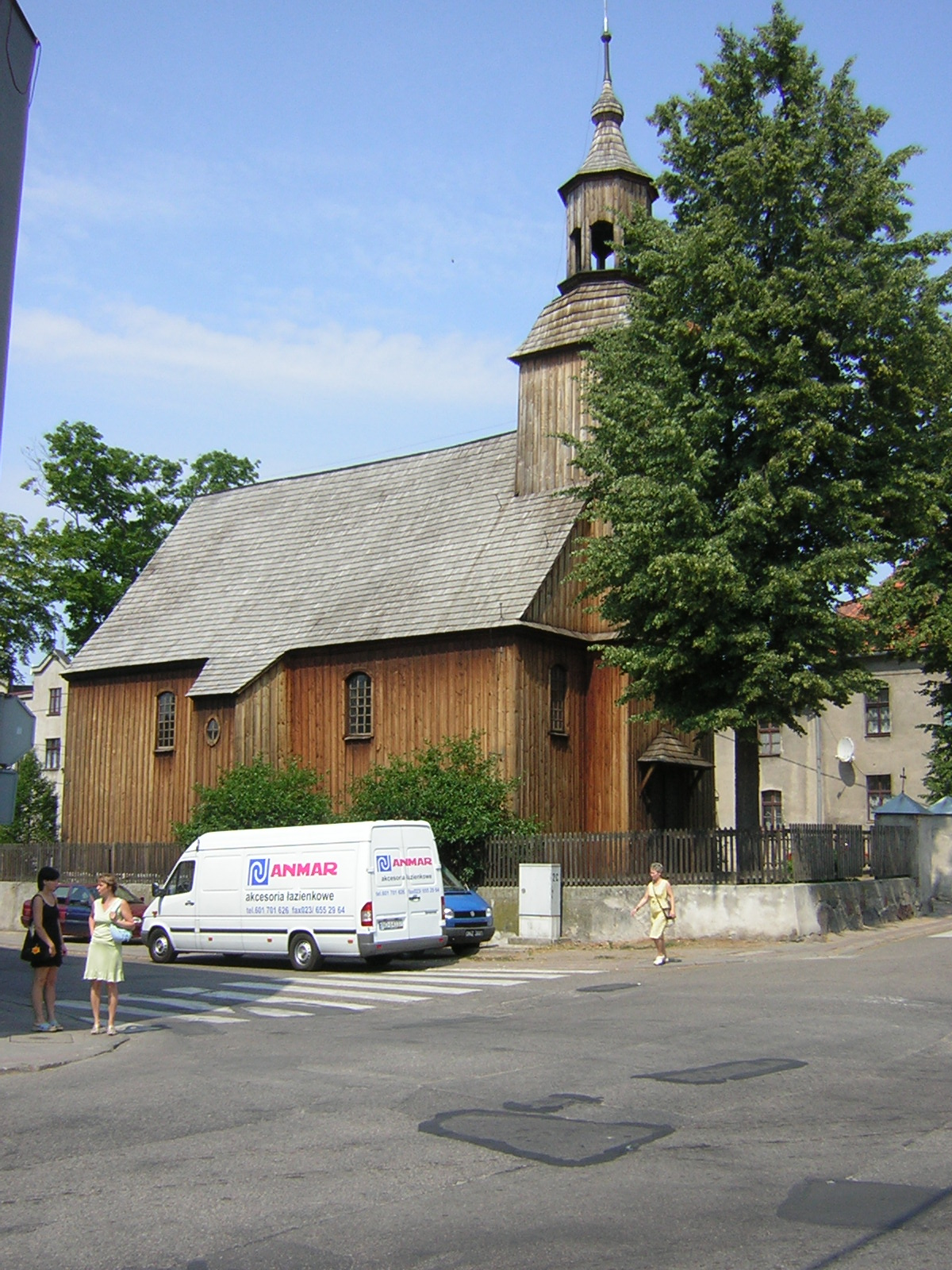
Костёл св.Барбары
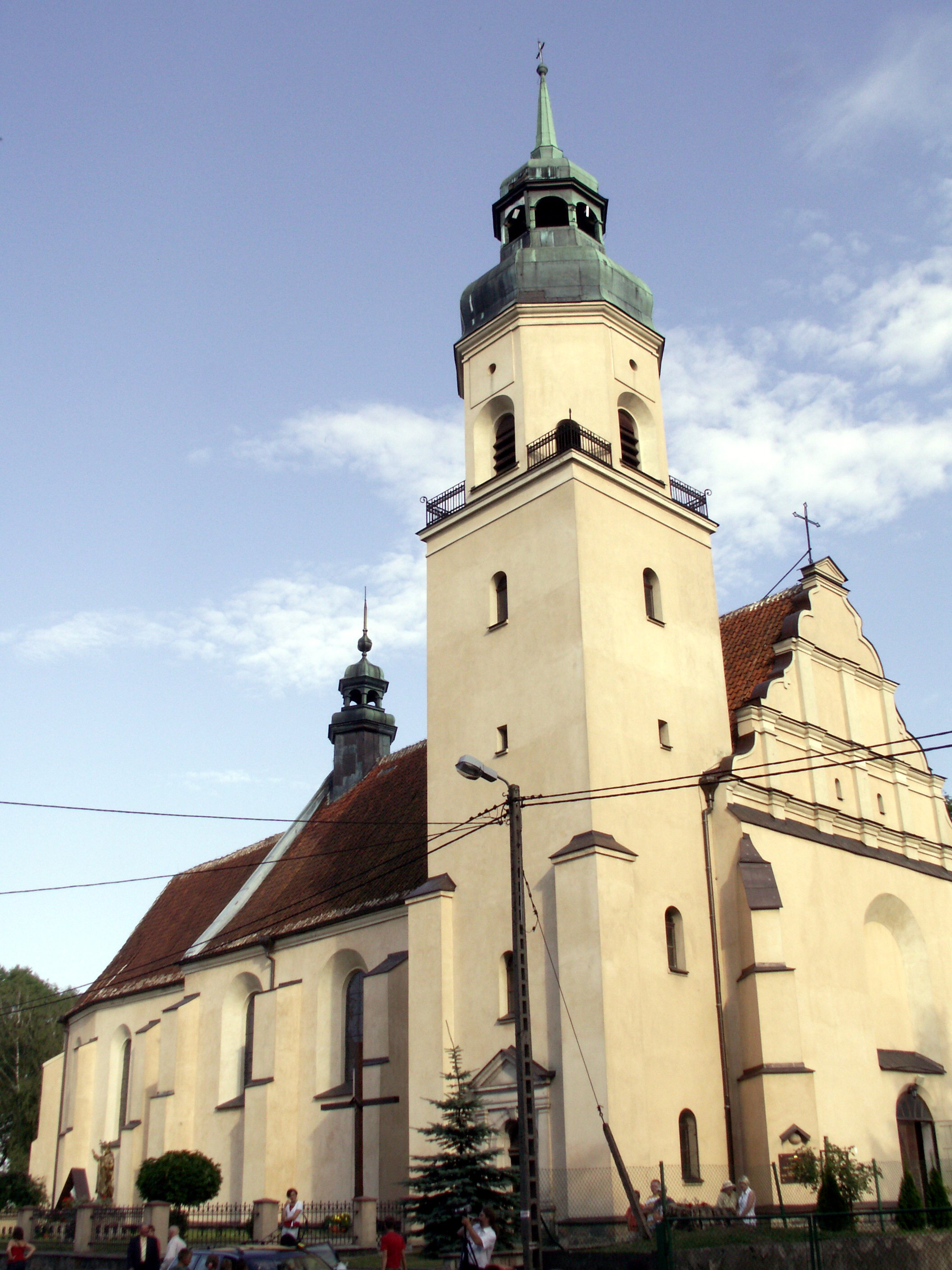
Костёл Иоанна Крестителя и Михаила Архангела
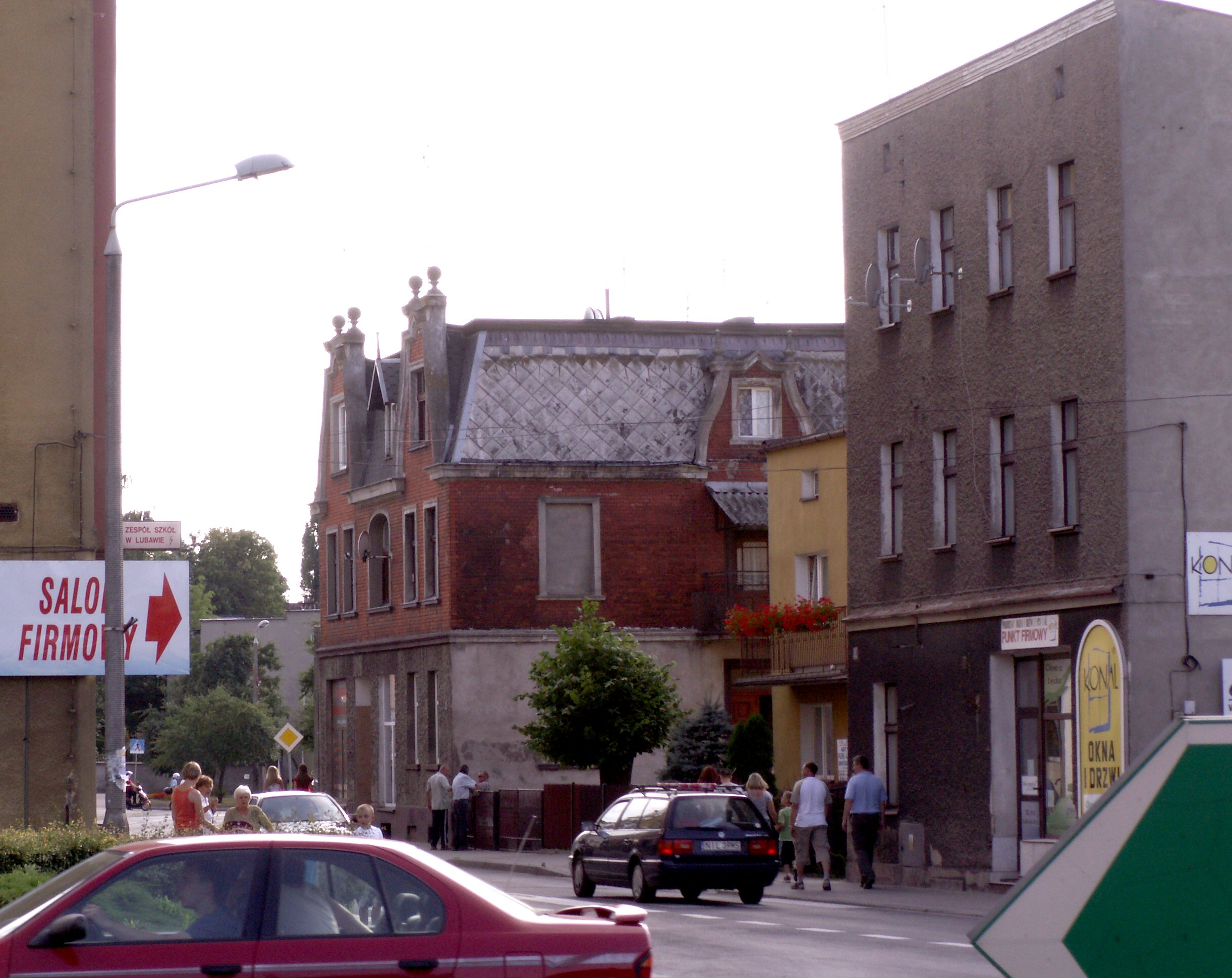
Любава
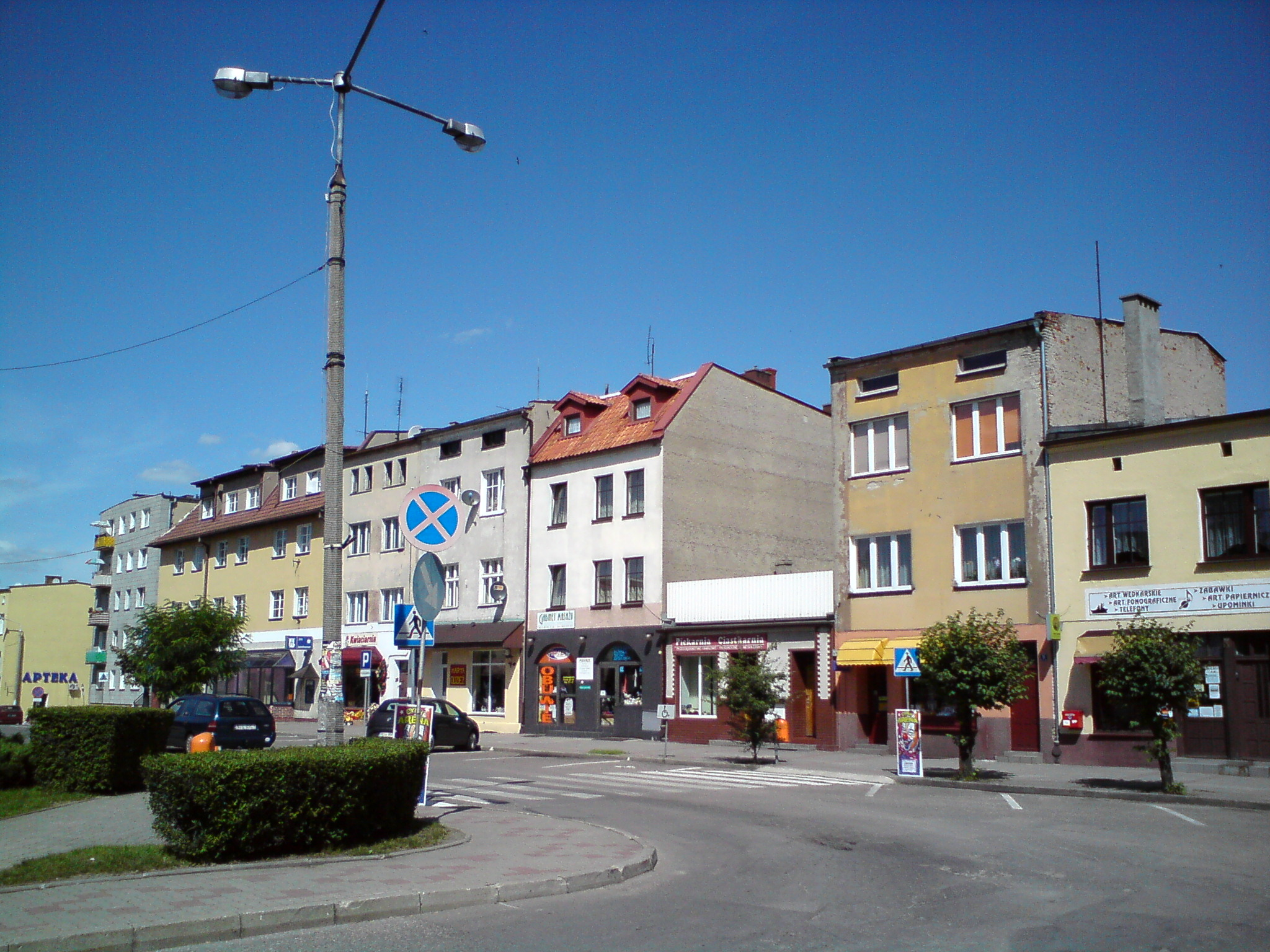
Рыночная площадь
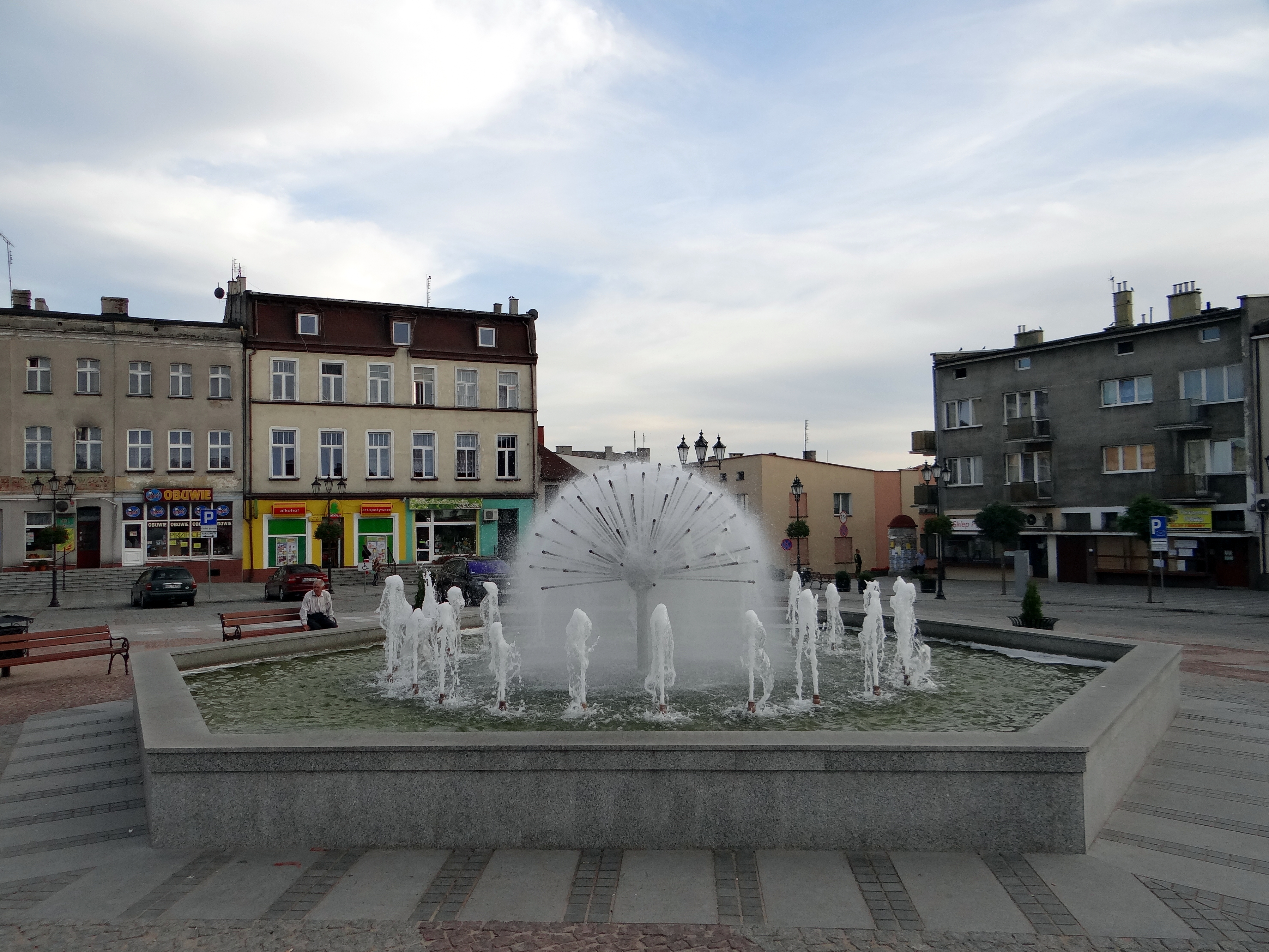
Рыночная площадь — фонтан
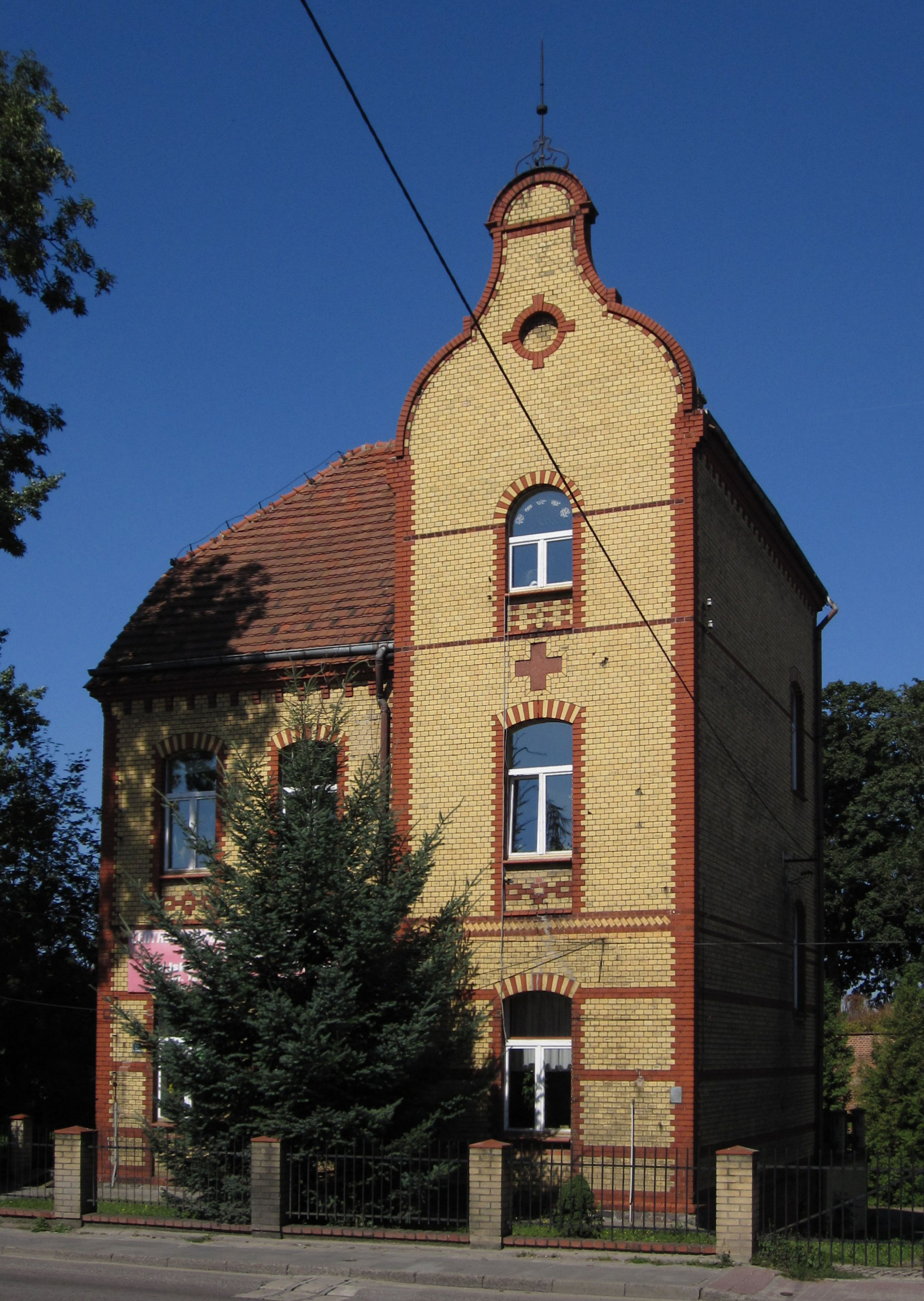
дом по Купнера, 17